# Comté de Lincoln (Oklahoma)
Pour les articles homonymes, voir Comté de Lincoln.
Le comté de Lincoln est un comté situé dans l'État de l'Oklahoma aux États-Unis. Le siège du comté est Chandler. Selon le recensement de 2000, sa population est de 32 080 habitants.

## Comtés adjacents
- Comté de Payne (nord)
- Comté de Creek (nord-est)
- Comté d'Okfuskee (sud-est)
- Comté de Pottawatomie (sud)
- Comté d'Oklahoma (sud-ouest)
- Comté de Logan (nord-ouest)

## Principales villes
- Agra
- Carney
- Chandler
- Davenport
- Fallis
- Kendrick
- Meeker
- Prague
- Stroud
- Sparks
- Tryon
- Warwick
- Wellston